# Helius (Helius) serenus
Helius (Helius) serenus is een tweevleugelige uit de familie steltmuggen (Limoniidae). De soort komt voor in het Oriëntaals gebied.